# Kento Nakamura
Kento Nakamura (中村 健人 Nakamura Kento?), född 1 september 1997 i Oita prefektur, är en japansk fotbollsspelare.
Nakamura började sin karriär 2020 i Kagoshima United FC.